# Casa consistorial de Matet

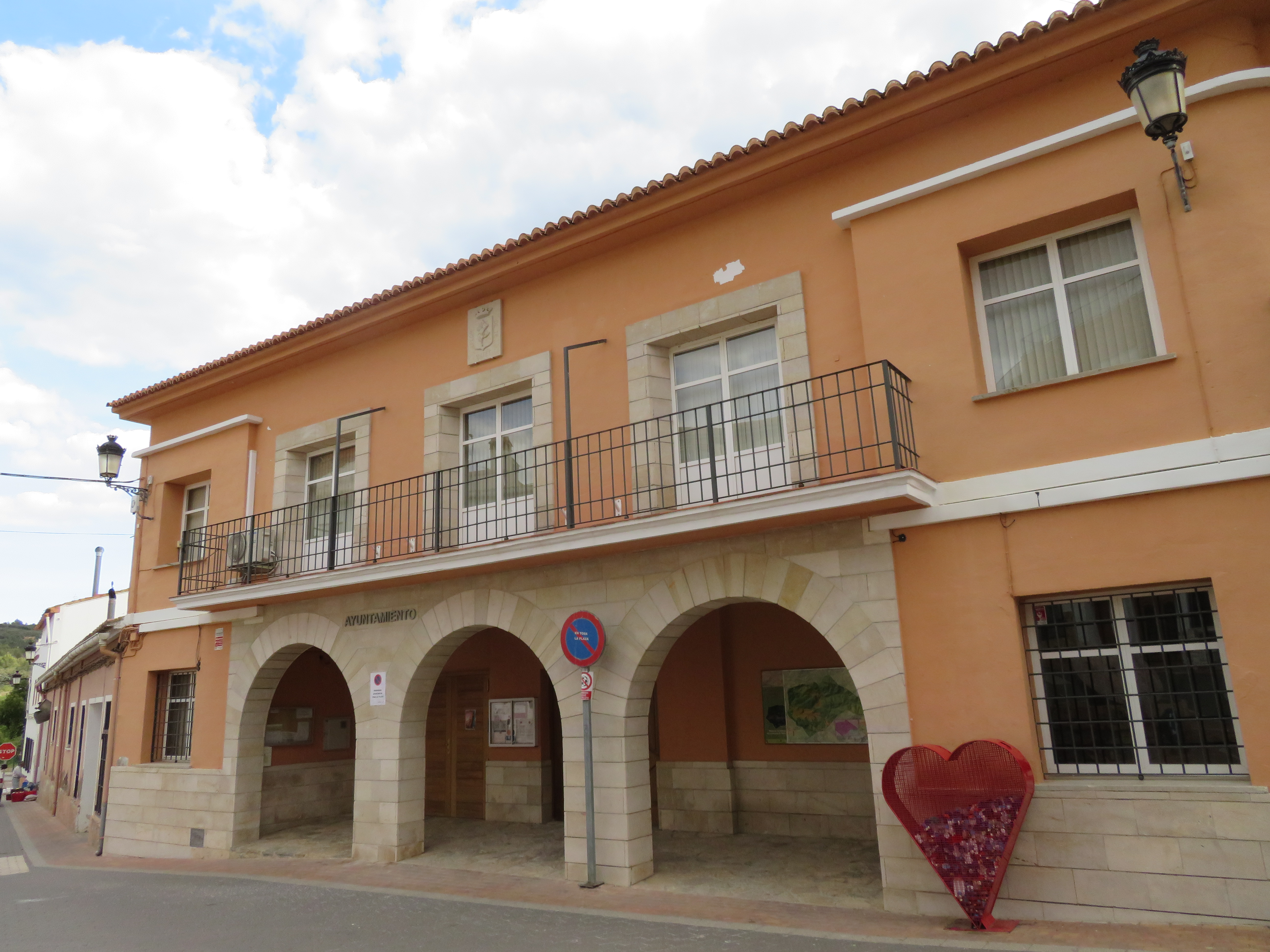
Ayuntamiento de Matet (Castellón).

La Casa Consistorial de Matet (provincia de Castellón, España) es un edificio sito en la entrada principal del pueblo por la calle San Miguel, frente al Ruejo y junto a la Almazara. 
Inaugurado el 18 de julio de 1965, está edificado en estilo moderno que tiene dos grandes balcones. La puerta principal se abre en un pórtico de pilares, situado bajo el balcón principal.

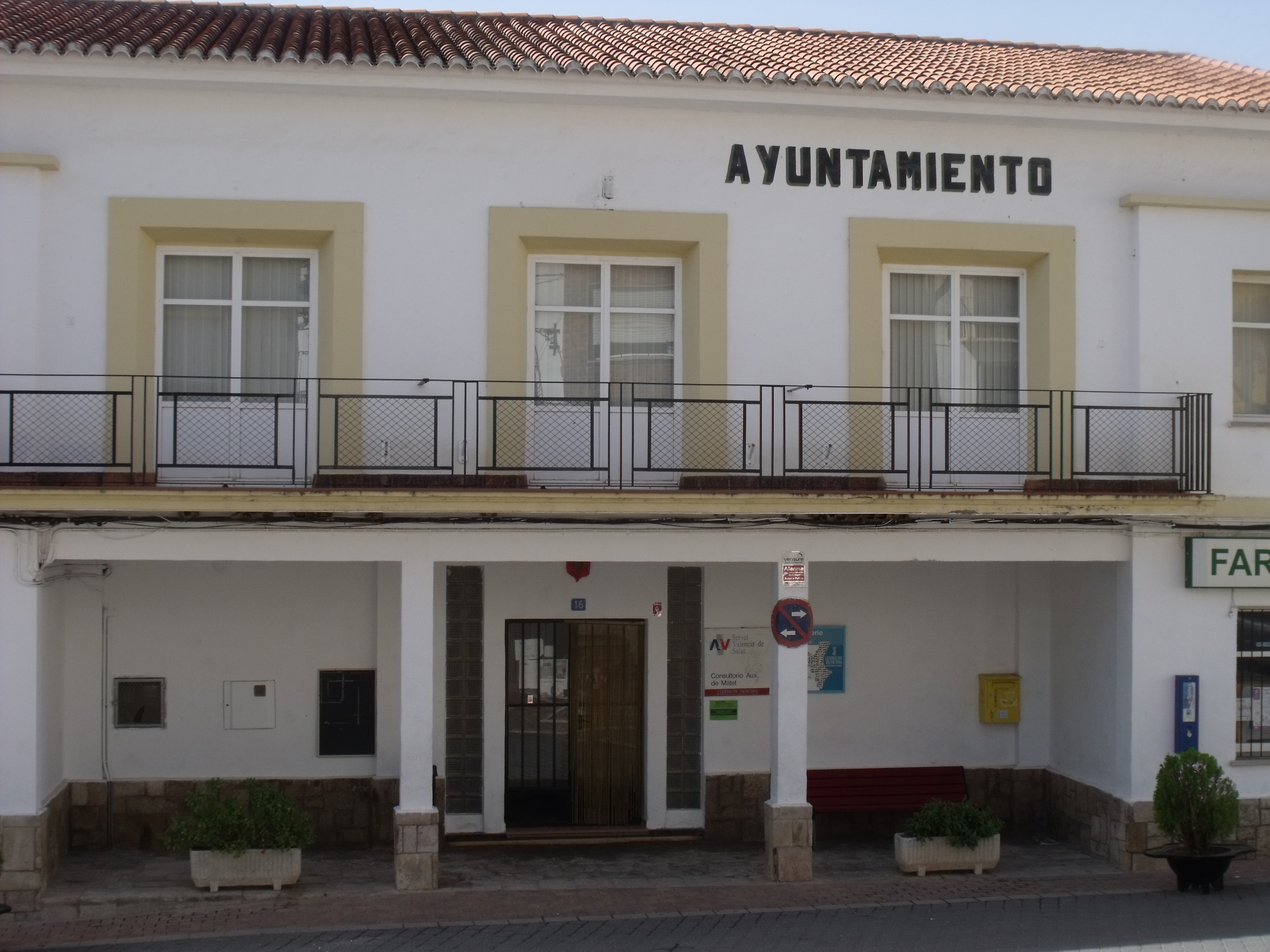

Dicho pórtico cobija el buzón de Correos y la cabina telefónica del pueblo, situados a ambos lados de la puerta principal. Bajo el otro balcón hay un pasadizo que conduce a la fuente de la Panoja, al lavadero viejo, a la carretera y al Centro Cultural del Matadero, de egregia memoria. 
Este ayuntamiento alberga casi todos los servicios esenciales del pueblo: barbería, oficina de Bancaja, hogar del jubilado, cámara local agraria, Correos, teléfono, asistencia sanitaria, etc.